# Microconops nigrithorax
Microconops nigrithorax är en tvåvingeart som beskrevs av Krober 1940. Microconops nigrithorax ingår i släktet Microconops och familjen stekelflugor. Inga underarter finns listade i Catalogue of Life.